# Odeta Nishani
Odeta Nishani (ur. 5 maja 1969 w Elbasanie jako Odeta Ali Kosova) – albańska inżynier, wdowa po byłym prezydencie Albanii Bujarze Nishanim.

## Życiorys
W 1993 roku ukończyła studia inżynieryjne na Politechnice Tirańskiej. Pełniła następnie funkcję dyrektora ds. inwestycji w Akademii Wojskowej w Tiranie oraz pracowała w zawodzie inżyniera.
Od 24 lipca 2012 do 24 lipca 2017 roku była pierwszą damą Republiki Albanii.

## Życie prywatne
Jej rodzicami byli Shegushe i Ali Kosova. Dziadek Shegushe i pradziadek Odety Qemal Karaosmani był jednym z sygnatariuszy Albańskiej Deklaracji Niepodległości, natomiast Ali Kosova pochodził z kosowskiej rodziny kupieckiej, która osiedliła się w Durrësie w 1905 roku.
W 1994 roku wzięła ślub z Bujarem Nishanim, z którym miała córkę Fionę i syna Ersiego.